# Gino Paoli
Gino Paoli, född 23 september 1934 i Monfalcone, provins 
Gorizia, region Friuli-Venezia Giulia, är en italiensk sångare, låtskrivare och singer-songwriter. 
Gino Paoli hörde till den så kallade Genuaskolan liksom Umberto Bindi, Fabrizio De André, Luigi Tenco och Bruno Lauzi.

## Biografi
Redan som barn flyttade Gino Paoli med hela familjen från Monfalcone till Genua där han fortfarande bor. 
Som tonåring började han musicera och spela piano eftersom hans mor var pianist. 
I början inspirerades han av franska vissångare som Charles Aznavour och  Jacques Brel men hittade senare sin egen karakteristisk stil.
1959 släppte Gino Paoli sina första singlar och 1960 sitt första album.
Hans mest representativa sånger från 1960-talet är Il cielo in una stanza, La gatta, (1960), Senza fine (1961), Sapore di sale (1963), A Milano non crescono fiori och Ieri ho incontrato mia madre (1964).
År 1962 mötte Gino Paoli den unga italienska skådespelerskan Stefania Sandrelli och förälskade sig i henne. Deras förbindelse framkallade skandal därför att Gino Paoli var gift och hans fru var gravid samt att Stefania Sandrelli var minderårig. Detta ledde i sin tur till en konflikt med större delen av allmänheten och orsakade att sångaren hamnade i psykisk kris och den 13 juli 1963 försökte han begå självmord men överlevde.
År 1964 födde Stefania Sandrelli deras dotter Amanda och Gino Paoli lyckades återhämta sig och fortsätta sin karriär fastän hans berömmelse minskade något. Han hade använde narkotika och i slutet av 1969 råkade han ut för en allvarlig bilolycka men klarade sig oskadd.
År 1971 återvände Gino Paoli till musikscenen med tre framgångsrika album: Le due facce dell'amore, Rileggendo vecchie lettere d'amore och Amare per vivere. Som artist är han fortfarande aktiv och år 2002 vann han sin hittills största succé i Sanremofestivalen då hans sång Un altro amore tog tredje plats.

## Diskografi

### Album
- 1961 - Gino Paoli
- 1962 - Le cose dell'amore
- 1964 - Basta chiudere gli occhi
- 1965 - Gino Paoli allo Studio A
- 1966 - Le canzoni per "Emmeti"
- 1967 - Gino Paoli and The Casuals (med The Casuals)
- 1971 - Le due facce dell'amore
- 1971 - Rileggendo vecchie lettere d'amore
- 1972 - Amare per vivere
- 1974 - I semafori rossi non sono Dio
- 1975 - Ciao, salutime un po' Zena
- 1976 - Le canzoni di Gino Paoli (samling)
- 1977 - Il mio mestiere
- 1978 - La ragazza senza nome
- 1979 - Il gioco della vita
- 1980 - Ha tutte le carte in regola
- 1984 - Averti addosso
- 1984 - La luna e il Sig. Hyde
- 1985 - Insieme (live, med Ornella Vanoni)
- 1986 - Cosa farò da grande
- 1988 - Sempre (samling)
- 1988 - L'ufficio delle cose perdute
- 1989 - Gino Paoli '89 (live)
- 1991 - Matto come un gatto
- 1992 - Senza contorno solo... per un'ora
- 1994 - King Kong
- 1995 - Amori dispari
- 1996 - Appropriazione indebita
- 1998 - Pomodori
- 2000 - Per una storia
- 2002 - Se
- 2004 - Una lunga storia (samling)
- 2004 - Ti ricordi? no non mi ricordo (med Ornella Vanoni)
- 2005 - Vanoni Paoli Live (live, med Ornella Vanoni)
- 2007 - Milestones - Un incontro in jazz

### Singlar
- 1959 “La tua mano” (EP) I cavalieri/Senza parole/Dormi/Non occupatemi il telefono (Gino Paoli & I Cavalieri)
- 1959 Dedicato a te/Senza parole
- 1959 Dormi/Non occupatemi il telefono
- 1959 La notte/Per te
- 1959 La tua mano/Chiudi
- 1960 Come un bambino (Je t'appartiens)/? (Gino Paoli/Ricky Gianco)
- 1960 Grazie Volevo/averti per me
- 1960 Il cielo in una stanza/Però ti voglio bene
- 1960 “Io vivo nella luna” (EP) La gatta/Maschere/Io vivo nella luna/Co-eds
- 1960 La gatta/Io vivo nella luna
- 1960 Maschere/Co-eds
- 1960 Sassi/Maschere
- 1960 Sassi/Maschere ( wznowienie)
- 1961 Gli innamorati (sono sempre soli)/Senza Fine
- 1961 “Il cielo in una stanza” (EP) Il cielo in una stanza/Un uomo vivo/ Grazie/Sassi
- 1961 Un delitto perfetto d'amore/Me in tutto il mondo
- 1961 Un uomo vivo/In un caffè
- 1961 Un vecchio bambino /Tu prima o poi
- 1962 Devi sapere (Il faut savoir)/Non andare via (Ne me quitte pas)
- 1962 Le cose dell'amore/Due poveri amanti
- 1962 Una di quelle/Anche se
- 1963 Basta chiudere gli occhi/Domani
- 1963 Che cosa c'è/Sarà così
- 1963 Sapore di sale/La nostra casa
- 1963 Solo te/La storia di un ricordo
- 1964 Ieri ho incontrato mia madre/Ricordati
- 1964 Lei sta con te (Your other love)/Vivere ancora
- 1964 Prima di vederti/Sarà lo stesso
- 1965 La gatta/Il cielo in una stanza
- 1965 Rimpiangerai, rimpiangerai/Il poeta
- 1965 Sassi/Grazie
- 1965 Un uomo che vale/Sempre
- 1966 A che cosa ti serve amare/Due ombre lunghe
- 1966 La carta vincente/La vita è un valzer
- 1967 Il mondo in tasca/Io che sarei
- 1968 I giorni senza te/La vita è come un ring
- 1968 Se Dio ti dà/Dormi
- 1969 Albergo a ore (Les amants d'un jour)/Il tuo viso di sole
- 1969 Come si fa/Monique
- 1970 Un pò di pena/Accade così
- 1971 Invece no/Addio
- 1971 Mamma mia/Con chi fai l'amore, Mimì
- 1972 Col tempo (avec le temps)/Una canzone buttata via
- 1972 Donna di balera/Bozzoliana
- 1972 Non si vive in silenzio/Amare per vivere
- 1973 Un amore di seconda mano/Amare inutilmente
- 1974 Il manichino (De carton piedra)/Chopin (Tio Alberto)
- 1974 Nonostante tutto (Que va a ser de ti)/La donna che amo (La mujer que yo quiero)
- 1974 Sassi/La gatta
- 1975 La ragazza senza nome/E' facile amarti
- 1976 Indolence/Quando ti amo
- 1977 67 parole d'amore/Madama Malinconia
- 1981 Camminando e cercando/Zena
- 1981 Tu no/Livorno
- 1984 Una lunga storia d'amore/I cinque sensi
- 1985 Ti lascio una canzone/Coppi
- 1986 Come il sole all'improvviso/Una ragione per vivere
- 1986 Da lontano/Tema di Anna
- 1990 Per te Armenia/Sono caduti
- 1991 Quattro amici (extended mix)/Quattro amici (ATJ version)
- 1992 La bella e la bestia/Beauty and the beast (Angela Lansbury, Gino Paoli / Amanda Sandrelli)
- 2003 La gatta(La gatta (instrumental)